# Isentällispitz
Der Isentällispitz (auch Eisenthälispitz oder Eisentälispitz) ist ein 2872 m ü. M. hoher Berg der Silvretta auf der Landesgrenze zwischen Österreich and Schweiz. Die nächste Ortschaft auf der Schweizer Seite ist Klosters. Die Staatsgrenze bildet dort auch die Gemeindegrenze zwischen St. Gallenkirch im Norden und Klosters im Süden. Er ist Teil der Rotbühlspitzgruppe und dort auch der höchste Gipfel.
Er ist nicht mit einem gleichnamigen, auch Gorihorn genanntem, 2985 m hohem Berg nördlich des Flüelapasses zu verwechseln, und auch nicht mit den Eisentaler Spitzen im Verwall, an deren Nordfuß es ein Isatäli = Eisental gibt.
| \| \|                                     |
| Lage des Isentällispitz in der Silvretta. |
|                                           |